# デュランダル (競走馬)
デュランダル（欧字名:Durandal、1999年5月25日 - 2013年7月7日）は、日本の競走馬、種牡馬。
2003年のスプリンターズステークス（GI）、2003年および2004年のマイルチャンピオンシップ（GI）優勝馬である。2003年・2004年と2年連続で中央競馬の最優秀短距離馬に選出された。ターフの聖剣と呼ばれた。

## 競走馬時代
母と兄姉はいずれも短距離戦を中心に活躍していた。2001年12月に競走馬としてデビュー。1番人気（単勝オッズ1.4倍）に応えて優勝した。その後脚部不安（骨瘤）を発症する兆候を見せたため休養がとられ、翌2002年8月に復帰（結果は2着）。その後条件戦を3連勝した。その後は重賞では力が及ばなかったものの2003年1月にオープン特別のニューイヤーステークスを優勝した。
同年3月の中山記念で9着に敗れたあと休養に入り、9月のセントウルステークスで復帰。出走馬中最速の上がりをみせ3着になった。このあと調教師の坂口正大はオープン特別のポートアイランドステークスに出走させる計画を立てていたが、セントウルステークスで騎乗した池添謙一の進言を受けてGIスプリンターズステークスへの出走を決定した。レースでは最後方からレースを進め、直線でビリーヴをハナ差（約15センチメートル）交わして優勝。重賞およびGI初制覇を達成した。レース後、陣営は前年10着に敗れたマイルチャンピオンシップへの出走を決定。調教師の坂口いわく、馬の実力と1600メートルという距離への不安を抱えての出走であったが、このレースでも後方から直線で一気に他馬を差し切って優勝した。スプリンターズステークス、マイルチャンピオンシップの連勝が評価され、デュランダルは2003年のJRA賞最優秀短距離馬に選出された。
2004年、デュランダルは裂蹄を発症し、ステップレースを経ることなく、GI高松宮記念に出走。初の左回りコースや休養明けという不安材料がありながらも1番人気に支持された。レースでは後方から直線で追い込むも、サニングデールにクビ差及ばず2着に敗れた。レース後陣営は安田記念出走を目指したがレース1か月前に裂蹄を発症し、出走は断念された。
秋に入り、高松宮記念以来約6か月のブランクを経てスプリンターズステークスに出走。レース当日の馬場状態は追い込み馬に不利とされる重馬場となり、デュランダルは最後方から出走馬中最速の上がりを見せたものの逃げたカルストンライトオを交わすことができず、2着に敗れた。続いてマイルチャンピオンシップに出走。後方待機から出走馬中唯一3ハロン33秒台の上がりを繰り出して優勝し、同レース連覇を達成した。このあとデュランダルは香港の沙田競馬場で行われた香港マイルに招待され出走したが、レース当日に主催者が大量の水を馬場に散布する行動をとったため、デュランダルに極めて不利な馬場状態が形成され、結果5着に敗れた。この年、デュランダルは短距離GIでの安定した成績が評価され、2年連続でJRA賞最優秀短距離馬に選出された。
2005年、デュランダルは馬にとって致命的な疾病の一つである蹄葉炎を発症。競走生活の続行は不可能とされたが懸命の治療の結果、10月のスプリンターズステークスで復帰。レースでは後方待機から生涯最速の上がり3ハロン32秒7の末脚を繰り出したが、サイレントウィットネスに及ばずの2着に敗れた。その後史上初の日本中央競馬会（JRA）主催の同一GI3連覇をかけてマイルチャンピオンシップに出走、圧倒的な1番人気に推されたが、出走馬中最速の上がりを記録したもののハットトリックの8着に敗れた。このレースを最後に競走馬を引退し、社台スタリオンステーションにて種牡馬となった。

## 競走成績
以下の内容は、netkeiba.com、JBISサーチ、香港賽馬會に基づく。
| 年月日 | 年月日 | 年月日 | 競馬場 | 競走名          | 格   | 頭 数 | 枠 番 | 馬 番 | オッズ （人気） | 着順 | 騎手     | 斤 量  | 距離（馬場）  | タイム （上り3F） | タイム 差 | 勝ち馬/（2着馬）       |
| 2001.  | 12.    | 8      | 阪神   | 2歳新馬         |      | 12    | 8     | 13    | 1.4（1人）      | 1着  | 武豊     | 54kg   | 芝1200m（良） | 1.10.2 (34.7)     | -0.2      | （ホクセツクィーン）   |
| 2002.  | 8.     | 10     | 小倉   | 有田特別        | 500  | 11    | 7     | 8     | 4.7（2人）      | 2着  | 福永祐一 | 54kg   | 芝1200m（良） | 1.08.7 (34.8)     | 0.3       | マンデームスメ         |
|        | 8.     | 25     | 小倉   | 筑紫特別        | 500  | 9     | 5     | 5     | 1.5（1人）      | 1着  | 河内洋   | 54kg   | 芝1200m（良） | 1.08.9 (34.9)     | -0.3      | （ワンダージョリー）   |
|        | 9.     | 22     | 阪神   | ムーンライトH   | 1000 | 12    | 6     | 5     | 1.4（1人）      | 1着  | 武豊     | 55kg   | 芝1600m（良） | 1.35.4 (33.6)     | 0.0       | （ビルアンドクー）     |
|        | 10.    | 27     | 中山   | 白秋S           | 1600 | 14    | 3     | 4     | 1.7（1人）      | 1着  | 武豊     | 55kg   | 芝1200m（良） | 1.07.8 (33.3)     | 0.0       | （キーンランドスワン） |
|        | 11.    | 7      | 京都   | マイルCS        | GI   | 18    | 4     | 7     | 19.5（7人）     | 10着 | 四位洋文 | 56kg   | 芝1600m（良） | 1.33.3 (34.1)     | 0.5       | トウカイポイント       |
|        | 12.    | 14     | 中山   | ディセンバーS   | OP   | 10    | 8     | 7     | 6.7（3人）      | 4着  | 蛯名正義 | 55kg   | 芝1800m（良） | 1.47.5 (34.8)     | 0.7       | ローエングリン         |
| 2003.  | 1.     | 18     | 中山   | ニューイヤーS   | OP   | 11    | 1     | 1     | 2.0（1人）      | 1着  | 蛯名正義 | 54kg   | 芝1600m（良） | 1.33.1 (34.3)     | -0.1      | （カオリジョバンニ）   |
|        | 3.     | 2      | 中山   | 中山記念        | GII  | 12    | 8     | 12    | 12.8（5人）     | 9着  | 柴田善臣 | 57kg   | 芝1800m（重） | 1.50.2 (37.3)     | 2.6       | ローエングリン         |
|        | 9.     | 14     | 阪神   | セントウルS     | GIII | 13    | 7     | 10    | 15.8（4人）     | 3着  | 池添謙一 | 56kg   | 芝1200m（良） | 1.08.0 (33.3)     | 0.2       | テンシノキセキ         |
|        | 10.    | 5      | 中山   | スプリンターズS | GI   | 15    | 5     | 8     | 8.1（5人）      | 1着  | 池添謙一 | 57kg   | 芝1200m（良） | 1.08.0 (33.1)     | 0.0       | （ビリーヴ）           |
|        | 11.    | 23     | 京都   | マイルCS        | GI   | 18    | 6     | 11    | 8.1（5人）      | 1着  | 池添謙一 | 57kg   | 芝1600m（良） | 1.33.3 (33.5)     | -0.1      | （ファインモーション） |
| 2004.  | 3.     | 28     | 中京   | 高松宮記念      | GI   | 18    | 4     | 8     | 3.6（1人）      | 2着  | 池添謙一 | 57kg   | 芝1200m（良） | 1.07.9 (33.6)     | 0.0       | サニングデール         |
|        | 10.    | 3      | 中山   | スプリンターズS | GI   | 16    | 1     | 1     | 4.6（2人）      | 2着  | 池添謙一 | 57kg   | 芝1200m（不） | 1.10.6 (35.8)     | 0.7       | カルストンライトオ     |
|        | 11.    | 21     | 京都   | マイルCS        | GI   | 16    | 4     | 7     | 2.7（1人）      | 1着  | 池添謙一 | 57kg   | 芝1600m（良） | 1.33.0 (33.7)     | -0.3      | （ダンスインザムード） |
|        | 12.    | 11     | 沙田   | 香港マイル      | G1   | 14    | 10    | 1     | 1.8（1人）      | 5着  | 池添謙一 | 126lbs | 芝1600m（GF） | 1.34.80(00.0)     | 0.2       | Firebreak              |
| 2005.  | 10.    | 2      | 中山   | スプリンターズS | GI   | 16    | 2     | 4     | 3.8（2人）      | 2着  | 池添謙一 | 57kg   | 芝1200m（良） | 1.07.5 (32.7)     | 0.2       | サイレントウィットネス |
|        | 11.    | 20     | 京都   | マイルCS        | GI   | 17    | 7     | 14    | 1.5（1人）      | 8着  | 池添謙一 | 57kg   | 芝1600m（良） | 1.32.5 (33.2)     | 0.4       | ハットトリック         |

- 香港マイルのオッズおよび人気は、香港賽馬會によるもの。また、「Draw」が枠番、「Horse No.」が馬番に該当。
- 馬場状態：Fm=Firm, GF=Good to Firm, Gd=Good, GS=Good to Soft, Y=Yielding, Sft=Soft, Hy=Heavy
- 着差：dht=dead heat（同着）, nse=nose（ハナ）, shd=short head（短頭）, hd=head（アタマ）, nk=neck（クビ）, l=length（馬身）, dist=distance（大差）

## 種牡馬時代
2006年から社台スタリオンステーションにて供用が開始され、初年度は種付け料250万円で171頭に種付けを行った。
2007年には種付け頭数が70頭に落ち込んだが、初年度の2007年産駒の評判がよく、同年のセレクトセールに15頭上場され、13頭が落札されるという優秀な成績を挙げている。最高価格はフランスのG2・アスタルテ賞勝ち馬ミスベルベールを母に持つ牡馬（＝ダノンシュナップス）で、7,000万円にて（株）ダノックスが落札している。ほかにも母ウエスタンワールドの牡馬（＝ダノンボルケーノ）が6,100万円、母デローベの牡馬（＝カレンパッキャオ）が5,000万円で落札された。2008年には産駒のデビューを待たずふたたび種付け頭数が増加し、200頭を超える種付けをこなした。
2009年に初年度産駒が競走馬デビュー。その一頭であるジュエルオブナイルが小倉2歳ステークスに勝利し、産駒の重賞初勝利となった。
2010年の種付けシーズン終了後、ブリーダーズ・スタリオン・ステーションに移動。翌2011年から同スタリオンで供用されている。同年の種付け料は受胎条件100万円、出生条件150万円。
自身は短距離からマイル路線で活躍したが、中距離で活躍する産駒も輩出している。2011年5月にはエリンコートが芝2400メートルの優駿牝馬で産駒初のGIを制覇した。
2013年7月7日、馬房内で死亡しているのが発見された。正確な死因は不明だが、一説によると心臓麻痺であるとの疑いが流れている。

### 年度別種牡馬成績（中央+地方）
| 年     | 出走 | 出走 | 勝利 | 勝利 | 順位 | AEI  | 収得賞金        |
| 年     | 頭数 | 回数 | 頭数 | 回数 | 順位 | AEI  | 収得賞金        |
| ------ | ---- | ---- | ---- | ---- | ---- | ---- | --------------- |
| 2009年 | 48   | 144  | 9    | 11   | 101  | 0.89 | 1億6728万7000円 |
| 2010年 | 108  | 741  | 52   | 79   | 42   | 1.18 | 4億9713万6000円 |
| 2011年 | 167  | 1152 | 77   | 162  | 24   | 1.50 | 9億5874万8500円 |
| 2012年 | 226  | 1724 | 98   | 198  | 25   | 0.94 | 8億71万2000円   |
| 2013年 | 220  | 2038 | 105  | 203  | 27   | 0.85 | 7億1561万2000円 |
| 2014年 | 193  | 1990 | 102  | 218  | 22   | 1.03 | 7億8942万9500円 |
| 2015年 | 176  | 1703 | 69   | 145  | 35   | 0.78 | 5億6177万7000円 |
| 2016年 | 145  | 1594 | 67   | 131  | 38   | 0.87 | 5億2995万6000円 |

- 2016年終了時点[17][18]。

### グレード制重賞優勝馬
太字はGI競走。
- 2007年産

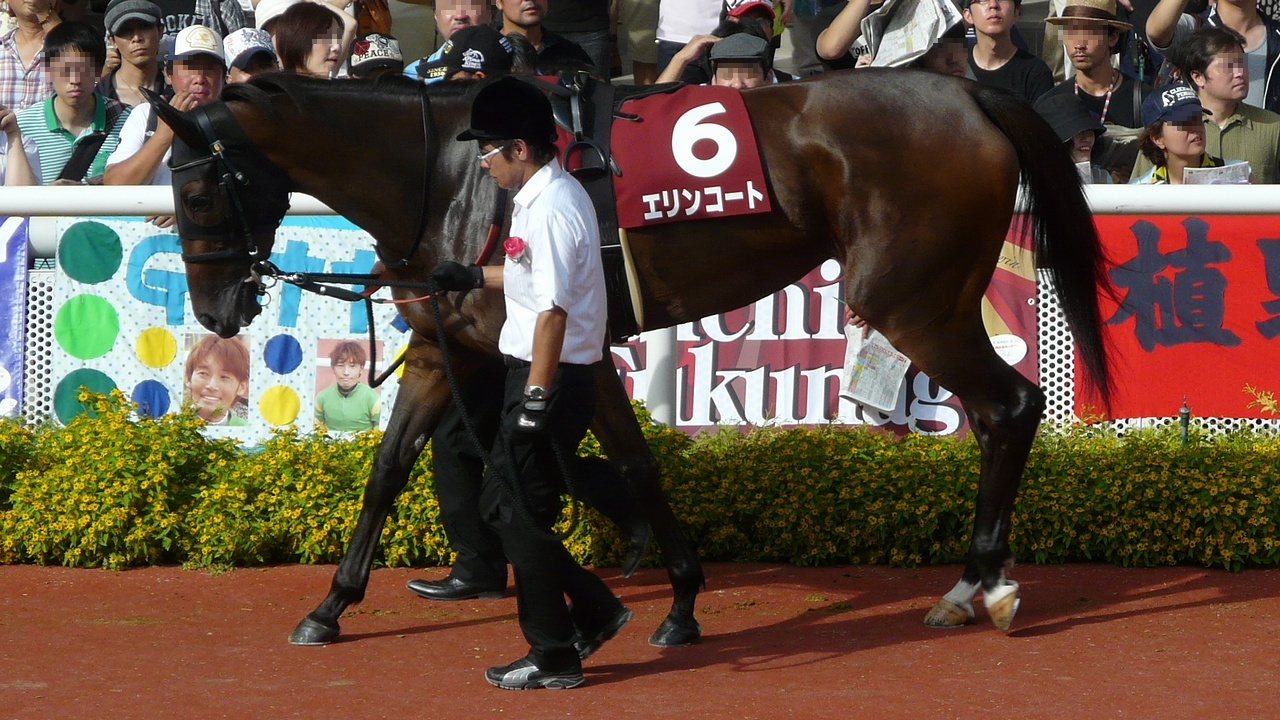
エリンコート（2008年産）

  - フラガラッハ（2012年・2013年中京記念）[19]
  - ジュエルオブナイル（2009年小倉2歳ステークス）[20]
- 2008年産
  - エリンコート（2011年優駿牝馬）[21]
  - サンレイデューク（2014年東京ハイジャンプ、2015年阪神スプリングジャンプ）[22]
- 2010年産
  - スイートサルサ（2015年福島牝馬ステークス）[23]
- 2011年産
  - プレイアンドリアル（2013年ジュニアグランプリ、2014年京成杯）[24]

### 地方重賞優勝馬
- 2007年産
  - ドリームカトラス（2013年くろゆり賞）[25]
  - カリバーン（2014年せきれい賞）[26]
- 2008年産
  - シルクユージー（2014年すみれ賞）[27]
  - デュアルスウォード（2015年早池峰賞）[28]
- 2009年産
  - ロッソコルサ（2012年不来方賞、ダービーグランプリ、桐花賞、2013年青藍賞）[29]
  - マイネルプレジャー（2012年福山王冠、2014年英彦山賞）[30]
- 2010年産
  - セイスコーピオン（2016年マイルグランプリ、勝島王冠、2017年マイルグランプリ）[31]
- 2011年産
  - ドクターナイーヴ（2014年新緑賞）[32]

### 母の父としての主な産駒

#### グレード制重賞優勝馬
- 2015年産
  - チュウワウィザード：父キングカメハメハ（2018年名古屋グランプリ、2019年ダイオライト記念、平安ステークス、JBCクラシック、2020年・2022年川崎記念、2020年チャンピオンズカップ）[33]
  - トーセンスーリヤ：父ローエングリン（2020年新潟大賞典、2021年函館記念）[34]
- 2017年産
  - ベレヌス：父タートルボウル（2022年中京記念）[35]
- 2019年産
  - ブローザホーン：父エピファネイア（2024年日経新春杯、宝塚記念）

#### 地方重賞優勝馬
- 2014年産
  - フライングショット（2016年 サッポロクラシックカップ 父タートルボウル）[36]

- 2019年産
  - ボサノヴァ（2021年 金沢シンデレラカップ 父ノボジャック）[37]
- 2021年産
  - ワラシベチョウジャ（2023年 ネクストスター笠松 父ミッキーグローリー）[38]

## 特徴
レーススタイル
デュランダルは非常に気性が荒く、ゲート内で落ち着きを保てずスタートがうまく切れない傾向があった。3歳時に騎乗した武豊が調教師の坂口に「この馬は後ろから行って大外を回った方が走る」と進言したこともあり、以降馬群の大外を回って追い込むレーススタイルが定着した。
蹄鉄
デュランダルは生まれつき蹄が弱く、装蹄にはエクイロックスと呼ばれる樹脂で蹄を覆ってから、釘を使わずに蹄鉄を装着する技法が採用された。同様の技法を用いて装蹄がなされた競走馬にはディープインパクト、プリモディーネなどがいる。
配合
サンデーサイレンスにノーザンテーストを父に持つ牝馬を掛け合わせるという配合は、日本中央競馬会 (JRA) に登録された競走馬だけでも186頭いるように数多く試みられてきたが、GIを勝つ産駒が出現せず、この配合の馬で初めてGIを勝ったのが本馬である。

## 血統表
| デュランダルの血統                                 | デュランダルの血統                                   | デュランダルの血統                     | （血統表の出典）                       | （血統表の出典） |
| 父系                                               | サンデーサイレンス系（ヘイロー系）                   | サンデーサイレンス系（ヘイロー系）     | サンデーサイレンス系（ヘイロー系）     | [ § 2 ]          |
| 父 * サンデーサイレンス Sunday Silence 1986 青鹿毛 | 父の父Halo 1969 黒鹿毛                               | Hail to Reason 1958 黒鹿毛             | Turn-to                                | Turn-to          |
| 父 * サンデーサイレンス Sunday Silence 1986 青鹿毛 | 父の父Halo 1969 黒鹿毛                               | Hail to Reason 1958 黒鹿毛             | Nothirdchance                          |                  |
| 父 * サンデーサイレンス Sunday Silence 1986 青鹿毛 | 父の父Halo 1969 黒鹿毛                               | Cosmah 1953 鹿毛                       | Cosmic Bomb                            | Cosmic Bomb      |
| 父 * サンデーサイレンス Sunday Silence 1986 青鹿毛 | 父の父Halo 1969 黒鹿毛                               | Cosmah 1953 鹿毛                       | Almahmoud                              |                  |
| 父 * サンデーサイレンス Sunday Silence 1986 青鹿毛 | 父の母Wishing Well 1975 鹿毛                         | Understanding 1963 栗毛                | Promised Land                          | Promised Land    |
| 父 * サンデーサイレンス Sunday Silence 1986 青鹿毛 | 父の母Wishing Well 1975 鹿毛                         | Understanding 1963 栗毛                | Pretty Ways                            |                  |
| 父 * サンデーサイレンス Sunday Silence 1986 青鹿毛 | 父の母Wishing Well 1975 鹿毛                         | Mountain Flower 1964 鹿毛              | Montparnasse                           | Montparnasse     |
| 父 * サンデーサイレンス Sunday Silence 1986 青鹿毛 | 父の母Wishing Well 1975 鹿毛                         | Mountain Flower 1964 鹿毛              | Edelweiss                              |                  |
| 母 サワヤカプリンセス 1986 栗毛                    | 母の父* ノーザンテースト Northen Taste 1971 栗毛     | Northern Dancer                        | Nearctic                               | Nearctic         |
| 母 サワヤカプリンセス 1986 栗毛                    | 母の父* ノーザンテースト Northen Taste 1971 栗毛     | Northern Dancer                        | Natalma                                |                  |
| 母 サワヤカプリンセス 1986 栗毛                    | 母の父* ノーザンテースト Northen Taste 1971 栗毛     | Lady Victoria                          | Victoria Park                          | Victoria Park    |
| 母 サワヤカプリンセス 1986 栗毛                    | 母の父* ノーザンテースト Northen Taste 1971 栗毛     | Lady Victoria                          | Lady Angela                            |                  |
| 母 サワヤカプリンセス 1986 栗毛                    | 母の母* スコッチプリンセス Scotch Princess 1970 栗毛 | Creme Dela Creme                       | Olympia                                | Olympia          |
| 母 サワヤカプリンセス 1986 栗毛                    | 母の母* スコッチプリンセス Scotch Princess 1970 栗毛 | Creme Dela Creme                       | Judy Rullah                            |                  |
| 母 サワヤカプリンセス 1986 栗毛                    | 母の母* スコッチプリンセス Scotch Princess 1970 栗毛 | Meadow Saffron                         | High Perch                             | High Perch       |
| 母 サワヤカプリンセス 1986 栗毛                    | 母の母* スコッチプリンセス Scotch Princess 1970 栗毛 | Meadow Saffron                         | Meadow Music                           |                  |
| 母系(F-No.)                                        | (FN:11-f)                                            | (FN:11-f)                              | (FN:11-f)                              | [ § 3 ]          |
| 5代内の近親交配                                    | Almahmoud 4×5、Lady Angela 5･4（母内）               | Almahmoud 4×5、Lady Angela 5･4（母内） | Almahmoud 4×5、Lady Angela 5･4（母内） | [ § 4 ]          |
| 出典                                               | 1. 2. 3. 4.                                          | 1. 2. 3. 4.                            | 1. 2. 3. 4.                            | 1. 2. 3. 4.      |

- 全兄のサイキョウサンデーは、中日スポーツ賞4歳ステークスの勝馬。
- 甥のダンシングプリンスは、JBCスプリント、リヤドダートスプリント等の勝馬。